# イルヴェス・ホテル
イルヴェス・ホテル（Sokos Hotel Ilves）はフィンランドのタンペレ市の中心部にあるホテル。
ソコス・ホテル社が経営する。1986年に建築、全18階建て、全高63メートル、336室、レストラン5箇所。